# M-80
 Denne artikel omhandler en type kanonslag. Opslagsordet har også en anden betydning, se M-80 (sang).
En M-80 er en type kanonslag.

## Historie
M-80'eren blev udviklet i det tidlige 20. århundrede af USA's forsvar for at simulere skud, men den blev hurtigt spredt ud til civilbefolkningen som fyrværkeri. De traditionelle M-80'ere blev lavet af et ca. 3,8 cm langt, rødt paprør med en diameter på ca. 1,5 cm og med en Visco sikkerhedslunte ud af siden.
Satsen i M-80'ere var 2,5-3 g blitzpulver, der er en blanding af et metalpulver og et oxidationsmiddel.

## I dag
I dag er de originale M-80 kanonslag forbudt i hele USA pga. de mange personskader. De  sælges nu kun med et indhold på ca. 50 mg blitzpulver under navne som Super M-80, M-100 eller M-10000.